# André Hatchondo
Pas d'image ? Cliquez ici

a Compétitions nationales et continentales officielles uniquement.

b Matchs officiels uniquement.
André Hatchondo, né le 8 juillet 1923 à Ascain et mort le 24 juin 2006 à Santa-Reparata-di-Balagna, est un joueur de rugby à XV et rugby à XIII international français, évoluant au poste de centre ou d'ailier.
Il fait ses premiers pas en rugby à XV avec Hendaye et s'installe sur Paris jouant d'abord pour l'ASPTT Paris puis le Club athlétique des sports généraux. Repéré par des recruteurs du rugby à XIII, il change de code et rejoint Marseille avec lequel il remporte le Championnat de France en 1949 et la Coupe de France en 1948 et 1949. Ses belles prestations en club l'amènent en équipe de France avec laquelle il remporte la Coupe d'Europe des nations en 1949.

## Biographie
Son frère, Jean Hatchondo, est joueur de rugby à XV et a rejoint comme André le rugby à XIII du côté de Bordeaux et Toulouse. Son autre frère, Louis Hatchondo, a joué en rugby à XV à Biarritz et l'a rejoint à Marseille XIII en août 1946 avant de retourner à XV. 
André est impliqué durant sa carrière en 1950 à un trafic de café dans une bande appelée « bande de pilleurs de la Joliette ».
Après sa carrière, il devient journaliste spécialiste du rugby à XIII dans un quotidien marseillais et à Marseille Provence TV,  puis s'est installé en Corse.

## Palmarès
- Collectif[4] :
  - Vainqueur de la Coupe d'Europe des nations : 1949 (France).
  - Vainqueur du Championnat de France : 1949 (Marseille).
  - Vainqueur du Coupe de France : 1948 et 1949 (Marseille).
  - Finaliste du Championnat de France : 1950 et 1952 (Marseille).

### Détails en sélection
| Matchs internationaux d'André Hatchondo | Matchs internationaux d'André Hatchondo | Matchs internationaux d'André Hatchondo | Matchs internationaux d'André Hatchondo | Matchs internationaux d'André Hatchondo | Matchs internationaux d'André Hatchondo | Matchs internationaux d'André Hatchondo | Matchs internationaux d'André Hatchondo | Matchs internationaux d'André Hatchondo | Matchs internationaux d'André Hatchondo | Matchs internationaux d'André Hatchondo | Matchs internationaux d'André Hatchondo |
|                                         | Date                                    | Lieu                                    | Adversaire                              | Résultat                                | Compétition                             | Poste                                   | Points                                  | Essais                                  | Pen.                                    | Drops                                   |                                         |
| --------------------------------------- | --------------------------------------- | --------------------------------------- | --------------------------------------- | --------------------------------------- | --------------------------------------- | --------------------------------------- | --------------------------------------- | --------------------------------------- | --------------------------------------- | --------------------------------------- | --------------------------------------- |
| sous les couleurs de la France          |                                         |                                         |                                         |                                         |                                         |                                         |                                         |                                         |                                         |                                         |                                         |
| .                                       | 20 mars 1948                            |                                         | Pays de Galles                          | 20-12                                   | Coupe d'Europe                          | Centre                                  | -                                       | -                                       | -                                       | -                                       |                                         |
| .                                       | 23 octobre 1948                         |                                         | Pays de Galles                          | 12-9                                    | Coupe d'Europe                          | Centre                                  | -                                       | -                                       | -                                       | -                                       |                                         |
| .                                       | 26 mai 1949                             |                                         | Empire britannique                      | 23-10                                   | Test-match                              | Centre                                  | -                                       | -                                       | -                                       | -                                       |                                         |